# Гумбольдт (округ, Невада)
Шаблон:StateAbbr_ 41°25′ пн. ш. 118°07′ зх. д. / 41.41° пн. ш. 118.12° зх. д.
Округ Гумбольдт (англ. Humboldt County) — округ (графство) у штаті Невада, США. Ідентифікатор округу 32013.

## Історія
Округ утворений 1856 року.

## Демографія
За даними перепису
2000 року
загальне населення округу становило 16106 осіб, зокрема міського населення було 9362, а сільського — 6744.
Серед мешканців округу чоловіків було 8446, а жінок — 7660. В окрузі було 5733 домогосподарства, 4136 родин, які мешкали в 6954 будинках.
Середній розмір родини становив 3,28.
Віковий розподіл населення поданий у таблиці:
| Стать    | До 15 років | 15-21 | 22-29 | 30-39 | 40-49 | 50-65 | 65-85 | Понад 85 |
| -------- | ----------- | ----- | ----- | ----- | ----- | ----- | ----- | -------- |
| Чоловіки | 2203        | 825   | 790   | 1316  | 1483  | 1261  | 542   | 26       |
| Жінки    | 1984        | 751   | 719   | 1250  | 1277  | 1034  | 568   | 77       |

## Суміжні округи
- Малер, Орегон — північ
- Овайгі, Айдахо — північний схід
- Елко — схід
- Лендер — південний схід
- Першинґ — південь
- Вошо — захід
- Гарні, Орегон — північний захід

## Виноски
1. ↑  U.S. Decennial Census. United States Census Bureau. Архів оригіналу за 26 квітня 2015. Процитовано 20 грудня 2014.
2. ↑  Historical Census Browser. University of Virginia Library. Архів оригіналу за 11 серпня 2012. Процитовано 20 грудня 2014.
3. ↑  Population of Counties by Decennial Census: 1900 to 1990. United States Census Bureau. Архів оригіналу за 3 квітня 2015. Процитовано 20 грудня 2014.
4. ↑  Census 2000 PHC-T-4. Ranking Tables for Counties: 1990 and 2000 (PDF). United States Census Bureau. Архів оригіналу (PDF) за 18 грудня 2014. Процитовано 20 грудня 2014.
5. ↑  State & County QuickFacts. United States Census Bureau. Архів оригіналу за 25 лютого 2016. Процитовано 5 серпня 2014.(англ.) Наведено за англійською вікіпедією.
6. ↑  American FactFinder. Бюро перепису населення США. Архів оригіналу за 21 травня 2008. Процитовано 31 січня 2008.

| США | Це незавершена стаття з географії США. Ви можете допомогти проєкту, виправивши або дописавши її. |